# Ильченко, Фёдор Михайлович
Фёдор Михайлович Ильченко (укр. Федір Михайлович Ільченко; 8 марта 1921, Ярмолинцы — 21 октября 2010, Киев) — участник Великой Отечественной войны. Будучи заместителем начальника штаба 38-й мотострелковой дивизии, старший лейтенант Ильченко принял непосредственное участие в пленении 31 января 1943 года генерал-фельдмаршала Фридриха Паулюса в Сталинграде. Почётный гражданин города-героя Волгограда (1998).

## Биография
Родился 8 марта 1921 года в селе Ярмолинцы Гайсинского района Винницкой области Украинской ССР.
В 1933 году семья переехала в село Кочержинцы Уманского района Черкасской области.
Призван на военную службу Уманским военкоматом. Служил в 503-м отдельном зенитно-артиллерийском дивизионе 83-й горнострелковой дивизии.
После начала Великой Отечественной войны служил наводчиком орудия, помощником начальника оперативного отделения штаба стрелковой дивизии, офицером связи армии, начальником штаба бригады. Принимал участие в боях на Крымском, Сталинградском, Юго-Восточном, Донском и других фронтах, на Курской дуге, в Корсунь-Шевченковской операции.
Четырежды был ранен.
Утром 31 января 1943 года старший лейтенант Фёдор Ильченко, заместитель начальника штаба 38-й мотострелковой бригады был старшим по званию в парламентёрской группе, встречающейся в подвале ЦУМ с командующим штабом 6-й армии генерал-фельдмаршалом Фридрихом Паулюсом. Командир 38-й мотострелковой бригады Иван Бурмаков вспоминает:
Вдруг мне Ильченко звонит, что пришёл адъютант Паулюса и просит самого большого начальника для переговоров.
— А ты маленький с ним пока поговори.
— Нет, — говорит, — не с армейским начальством говорить не хочет.
— Если не хотят, сволочи, говорить, хорошо, немедленно все меры принять, блокировать здание, где он находится! Принять меры, чтобы получилось пленение его! Начинайте вести переговоры, а в случае чего — в ход гранаты, полуавтоматы и минометы.

— Есть,— говорит Ильченко.
Замполит 38-й мотострелковой бригады Леонид Винокур вспоминает:
Приехал. Наши войска обложили весь этот дом. Ильченко разъяснил обстановку. Поскольку они требуют представителя высшего командования, я пошёл. Взял с собою Ильченко, [майора Александра] Егорова, [капитана Николая] Рыбака, [капитана Лукьяна] Морозова и нескольких автоматчиков.
В комнату, в которой находился штаб 6-й армии, вошли только Винокур и Ильченко.
По словам Винокура, Ильченко и несколько бойцов были представлены к ордену Ленина. Однако никаких наград Ильченко за участие в пленении фельдмаршала Паулюса не получил.
Окончание войны встретил в Германии.
Служил до 1953 года.
После окончания войны поселился в Киеве.
Постановлением Волгоградского городского Совета народных депутатов от 9 сентября 1998 года Фёдору Ильченко присвоено звание почётного гражданина города-героя Волгограда «за исторический подвиг в Сталинградской битве и заслуги в деле укрепления братских связей городов-героев».
Умер в возрасте 90 лет в Киеве 21 октября 2010 года. Похоронен 22 октября в Киеве.